# Saint-André-le-Coq

Saint-André-le-Coq este o comună în departamentul Puy-de-Dôme, Franța. În 1 ianuarie 2022 avea o populație de 554 de locuitori.